# Longitarsus fuscoaeneus
Longitarsus fuscoaeneus é uma espécie de insetos coleópteros polífagos pertencente à família Chrysomelidae.
A autoridade científica da espécie é Redtenbacher, tendo sido descrita no ano de 1849.
Trata-se de uma espécie presente no território português.